# Enterprise Architect
Enterprise Architect (EA) – narzędzie do modelowania głównie za pomocą UML tworzone przez Sparx Systems.

## Dostępne diagramy
Wspierane standardy modelowania (według danych producenta):
- podstawowym językiem modelowania jest UML 2.4
- w bazowym pakiecie od wersji 9.0 jest także BPMN 2.0
- w dodatkowo płatnych wersjach także:
  - SysML 1.2
  - BPEL 2.0

Są też diagramy niestandardowe np. mind map, strona startowa.

## Wymiana informacji
- XMI 1.0 do 2.1 – import i eksport
- CSV mapowane za pomocą skryptów

## Praca grupowa
Praca na jednym diagramie jest w praktyce niemożliwa, ponieważ wszystkie zmiany wykonane na obiekcie trafiają od razu do repozytorium (w wersji podstawowej do pliku EAP, który jest w zasadzie plikiem formatu baz danych „.mdb” ze zmienionym rozszerzeniem). Do kontroli dostępu do diagramów konieczne jest zainstalowanie programu do obsługi SVN i utworzenie repozytorium. W wysoko płatnych edycjach możliwa jest dodatkowo praca na repozytorium opartym na paru DBMS (zamiast fizycznego pliku).
W program wbudowana jest możliwość wersjonowania pakietów, ale nie umożliwia ona określenia, kto wykonał daną zmianę.

## Pozostałe możliwości
- Zarządzanie wymaganiami
- Zautomatyzowany generator dokumentacji (RTF, PDF, HTML)
- Transformacja niektórych modeli (np. klasy w ERD, ale nie ma wspomagania transformacji modeli biznesowych na systemowe).
- Rozszerzalność o:
  - profile UML
  - automatyzacja za pomocą skryptów
  - dodatki
  - możliwość zmian w szablonach (generowanie kodu, generowanie dokumentu)

## Generowanie kodu
W wysoko płatnych edycjach program umożliwia m.in. generowanie kodu źródłowego z klas oraz diagramu ERD. Jest także możliwość synchronizacji kodu z modelem i na odwrót oraz inżynierii wstecznej (budowania modelu z kodu). Dodatkowo płatne są także dodatki umożliwiające pracę jednocześnie na kodem źródłowym, jak i modelem (w pewnym zakresie) w programie Visual Studio oraz Eclipse.
Dostarczane szablony generacji kodu:
- ActionScript
- C
- C#
- C++
- Delphi
- Java
- PHP
- Python
- Visual Basic 6
- Visual Basic .NET